# Zé Sérgio
Zé Sérgio (født 8. marts 1957) er en brasiliansk fodboldspiller.

## Brasiliens fodboldlandshold
| Brasiliens landshold | Brasiliens landshold | Brasiliens landshold |
| År                   | Kmp                  | Mål                  |
| -------------------- | -------------------- | -------------------- |
| 1978                 | 2                    | 0                    |
| 1979                 | 6                    | 0                    |
| 1980                 | 8                    | 4                    |
| 1981                 | 9                    | 1                    |
| Total                | 25                   | 5                    |